# Storvik
Storvik est une localité de la commune de Sandviken en Suède.

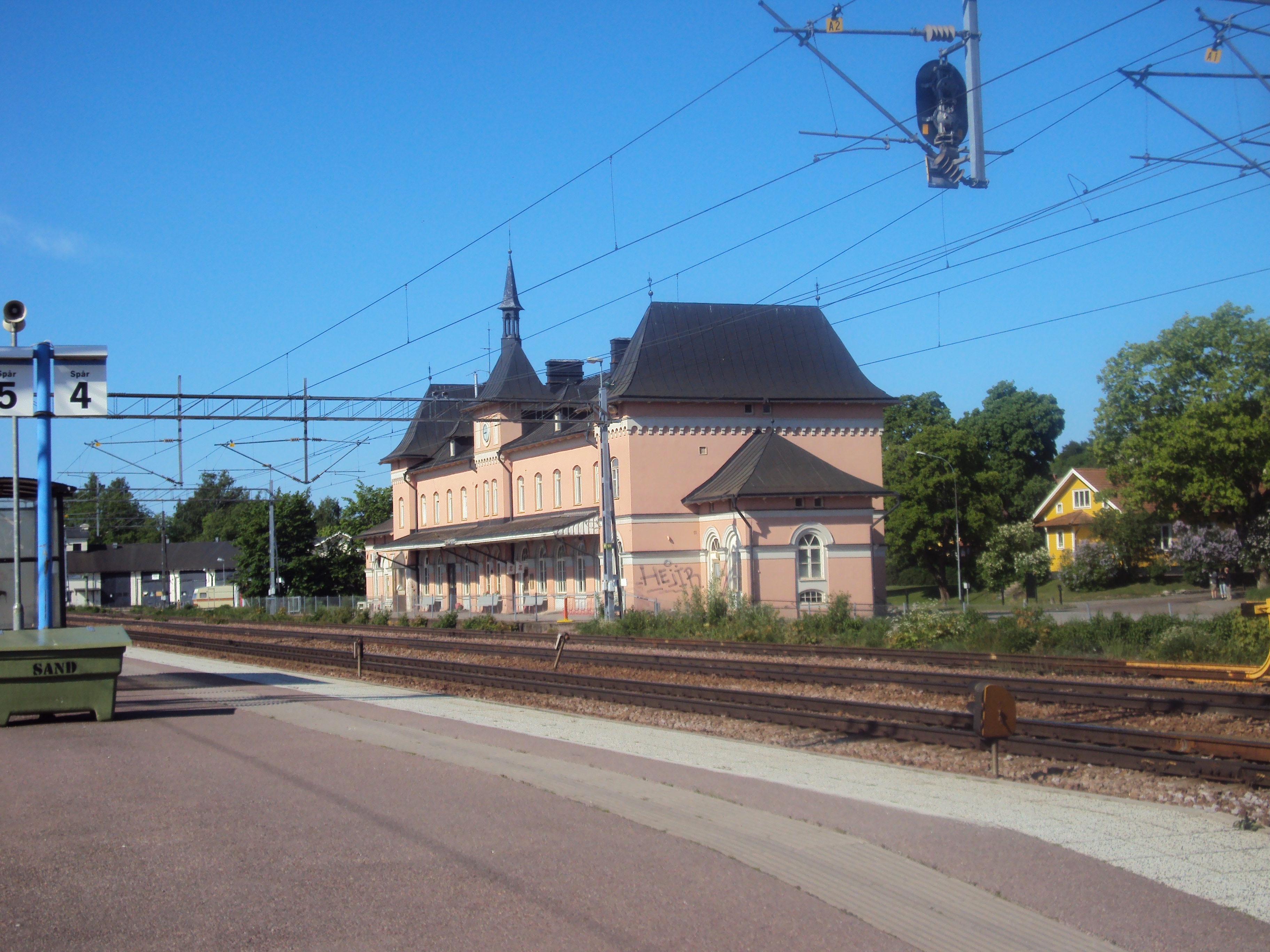
La gare de Storvik.